# Lampropeltis

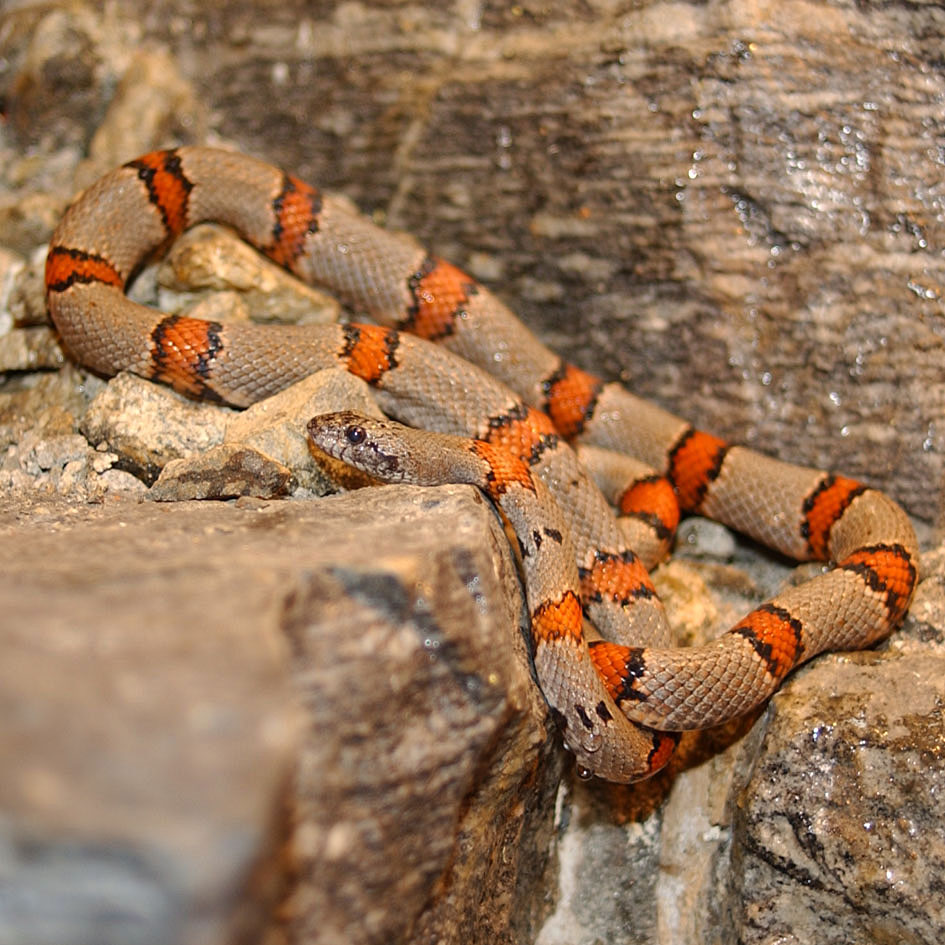
Lancetogłów szaropasy (L. alterna)

Lampropeltis – rodzaj węży z podrodziny Colubrinae w rodzinie połozowatych (Colubridae).

## Zasięg występowania
Rodzaj obejmuje gatunki występujące w Kanadzie, Stanach Zjednoczonych, Meksyku, Belize, Gwatemali, Hondurasie, Salwadorze, Nikaragui, Kostaryce, Panamie, Kolumbii i Ekwadorze.

## Systematyka

### Etymologia
- Lampropeltis: gr. λαμπρος lampros „błyszczący, świecący, lśniący”[12]; πελτη peltē „mała tarcza bez obramowania” (tj. łuska)[13].
- Ophibolus: gr. οφις ophis, οφεως opheōs „wąż”[14]; βολη bolē „strzała”[15]. Gatunek typowy: Ophibolus boylii Baird & Girard, 1853 (= Coluber (Ophis) californiae Blainville, 1835).
- Osceola: Hrabstwo Osceola, Floryda, Stany Zjednoczone, od Osceoli (1804–1838), północnoamerykańskiego Indianina z plemienia Krików, wodza Seminolów, podczas ich drugiej wojny z białymi Amerykanami[16]. Gatunek typowy: Coluber elapsoides Holbrook, 1838.
- Bellophis: łac. bellus „uroczy, zgrabny”[17]; gr. οφις ophis, οφεως opheōs „wąż”[14]. Gatunek typowy: Bellophis zonatus Lockington, 1876.
- Stilosoma: gr. στυλος stulos „kolumna, słup”[18]; σωμα sōma, σωματος sōmatos „ciało”[19]. Gatunek typowy: Stilosoma extenuatum Brown, 1890.
- Oreophis: gr. ορος oros, ορεος oreos „góra”[20]; οφις ophis, οφεως opheōs „wąż”[14]. Gatunek typowy: Oreophis boulengeri Dugès, 1897 (= Ophibolus triangulus mexicanus Garman, 1884).
- Stylophis: gr. στυλος stulos „kolumna, słup”[18]; οφις ophis, οφεως opheōs „wąż”[14]. Nowa nazwa dla Stilosoma Brown, 1890.
- Triaenopholis: gr. τριαινα triaina „trójząb”[21]; φολις pholis, φολιδος pholidos „rogowa łuska”[22]. Gatunek typowy: Triaenopholis arenarius Werner, 1924.

### Podział systematyczny
Do rodzaju należą następujące gatunki:

- Lampropeltis abnorma (Bocourt, 1886)
- Lampropeltis alterna (Brown, 1901) – lancetogłów szaropasy[23]
- Lampropeltis annulata Kennicott, 1860
- Lampropeltis californiae (Blainville, 1835)
- Lampropeltis calligaster (Harlan, 1827) – lancetogłów preriowy
- Lampropeltis catalinensis Van Denburgh & Slevin, 1921
- Lampropeltis elapsoides (Holbrook, 1838)
- Lampropeltis extenuata (Brown, 1890)
- Lampropeltis getula (Linnaeus, 1766) – lancetogłów królewski
- Lampropeltis greeri Webb, 1961
- Lampropeltis holbrooki Stejneger, 1902
- Lampropeltis knoblochi Taylor, 1940
- Lampropeltis leonis (Günther, 1893)
- Lampropeltis mexicana (Garman, 1884) – lancetogłów meksykański
- Lampropeltis micropholis Cope, 1860
- Lampropeltis nigra (Yarrow, 1882)
- Lampropeltis occipitolineata Price, 1987
- Lampropeltis polyzona Cope, 1860
- Lampropeltis pyromelana (Cope, 1866) – lancetogłów arizoński
- Lampropeltis rhombomaculata (Holbrook, 1840)
- Lampropeltis ruthveni Blanchard, 1920
- Lampropeltis splendida (Baird & Girard, 1853)
- Lampropeltis triangulum (Lacépède, 1789) – lancetogłów mleczny[23]
- Lampropeltis webbi Bryson, Dixon & Lazcano, 2005
- Lampropeltis zonata (Lockington, 1835) – lancetogłów koralowy